# Onchidoridoidea
Onchidoridoidea Gray, 1827 è  una superfamiglia di molluschi nudibranchi del sottordine Doridina.

## Tassonomia
La superfamiglia comprende le seguenti famiglie:
- Aegiridae P. Fischer, 1883
- Akiodorididae Millen & Martynov, 2005
- Calycidorididae Roginskaya, 1972
- Corambidae Bergh, 1871
- Goniodorididae H. Adams & A. Adams, 1854
- Onchidorididae Gray, 1827